# Kępa Kikolska
Kępa Kikolska – nieistniejąca już wieś w Polsce, na terenie obecnego województwa mazowieckiego (powiat legionowski, gmina Wieliszew). Leżała na zachód od wsi Sikory, wśród obszarów zalesionych, na przeciwległym od wsi Kikoły brzegu Wisły.
W latach 1867–1952 wieś w gminie Góra w powiecie warszawskim; 20 października 1933 utworzyła gromadę Kępa Kikolska w granicach gminy Góra, składającą się z wsi Kępa Kikolska i wsi Linja.
W związku z utworzeniem powiatu nowodworskiego 1 lipca 1952, gromadę Kępa Kikolska włączono do nowej gminy Janówek.
W związku z reorganizacją administracji wiejskiej jesienią 1954 Kępa Kikolska weszła w skład gromady Janówek I.
Brak informacji o okresie zaniknięcia wsi.